# Gare de Saint-Martin-d'Oney
Pour les articles homonymes, voir Gare de Saint-Martin.
La gare de Saint-Martin-d'Oney est une gare ferroviaire française de la ligne de Morcenx à Bagnères-de-Bigorre, située sur le territoire de la commune de Saint-Martin-d'Oney, dans le département des Landes en région Nouvelle-Aquitaine.
Elle est mise en service en 1857 par la Compagnie des chemins de fer du Midi et du Canal latéral à la Garonne. C'est une halte ferroviaire de la Société nationale des chemins de fer français (SNCF), desservie par des trains TER Nouvelle-Aquitaine.

## Situation ferroviaire
Établie à 52 m d'altitude, la gare de Saint-Martin-d'Oney est située au point kilométrique (PK) 133,753 de la ligne de Morcenx à Bagnères-de-Bigorre, entre les gares d'Ygos et de Mont-de-Marsan.
Elle dépend de la région ferroviaire de Bordeaux. Elle est équipée d'un quai, le quai 1 pour la voie 1, qui dispose d'une longueur utile de 96 m.

## Histoire
La Compagnie des chemins de fer du Midi et du Canal latéral à la Garonne met en service la station de Saint-Martin-d'Oney lors de l'ouverture du tronçon de Morcenx à Saint-Martin-d'Oney le 12 janvier 1857. Le tronçon suivant qui prolonge la ligne jusqu'à Mont-de-Marsan est mis en service le 6 septembre 1857.
En 2022, selon les estimations de la SNCF, la fréquentation annuelle de la gare était de 71 106 voyageurs contre 43 527 voyageurs en 2019.

## Service des voyageurs

### Accueil
Halte SNCF, c'est un point d'arrêt non géré (PANG) à entrée libre.

### Desserte
Saint-Martin-d'Oney est desservie par des trains TER Nouvelle-Aquitaine, qui effectuent des missions entre les gares de Morcenx, ou Bordeaux-Saint-Jean, et Mont-de-Marsan.

### Intermodalité
Un parking pour les véhicules est aménagé. 